# Chiesa di Santa Maria e San Vitale
La chiesa di Santa Maria e San Vitale, soprannominato localmente duomo, è una chiesa di stile neogotico che si trova a Montecchio Maggiore. All'epoca della sua progettazione, gli anni 1860, il luogo prescelto era all'incontro delle due contrade che formavano il comune di Montecchio Maggiore, sulla piazza denominata piazza del mercato e successivamente piazza Marconi, dominata dal palazzo Gualdo e come sfondo il colle con i castelli di Romeo e Giulietta.
Fu inaugurata nel 1892.
È dedicata a san Vitale di Milano.

## Storia
La decisione della costruzione di una nuova chiesa per la parrocchia si deve all'arciprete don Antonio Simionati, sacerdote giunto a Montecchio nel 1846. L'idea della costruzione fu dettata dalle condizioni di vetustità dell'antica pieve, alla quale da tempo non si dedicavano cura e restauri, e dall'incremento della popolazione che richiedeva un luogo di culto più capiente. La pieve, in seguito demolita, aveva origini precedenti al 1000 (probabilmente longobarde) e costituiva la fonte di ispirazione per tutte le chiese delle valli del Chiampo e dell'Agno, che qui confluivano.
Le vicende politico-militari del 1848-1849 costrinsero a rinviare la costruzione della nuova chiesa. Il momento propizio si presentò all'inizio degli anni sessanta, quando nel 1863 fu affidato all'ingegnere vicentino Eugenio Volebele l'incarico di progettare il nuovo tempio.
Lo stile prescelto da Volebele per la chiesa è il neogotico, forma architettonica che andava prendendo piede nella metà dell'Ottocento, ma che rappresenta una eccezione nel panorama dell'architettura ecclesiale vicentina, dominata dallo stile neopalladiano.
Ottenuta l'approvazione del progetto da parte della reale Accademia di belle arti di Venezia, si aprì la via per altri passi di ordine amministrativo e, non meno importante, la ricerca di finanziamenti per la costruzione. Successivamente nel 1871, fu istituita una commissione di sorveglianza ed esecuzione dei lavori del nuovo tempio, e venne inoltre steso un regolamento su compiti e commissioni di quest'ultima.
I lavori ebbero inizio tra il 12 e il 28 settembre 1873. Il 27 settembre del successivo anno ebbe luogo la cerimonia ufficiale della benedizione e posa della prima pietra dell'edificio sacro. Il giorno della cerimonia, il notaio Pietro Ceccato stese l'atto notarile della cerimonia, il quale, scritto su pergamena, fu deposto sotto la pietra benedetta entro un tubo di vetro contenente anche alcune monete dell'epoca.
I lavori sembrarono proseguire speditamente ma non mancarono divergenze e incomprensioni tra i responsabili del progetto, che spinsero l'ing. Volebele a presentare formale rinuncia alla direzione dei lavori il 26 luglio 1883. Dall'estate dello stesso anno assunse la direzione e sorveglianza dei lavori l'ing. Giovanni Zambler, che apportò sostanziali modifiche al progetto iniziale, le quali prevedevano tra l'altro la soppressione di alcune finestre e l'apertura di altri finestroni a bifora nella parte superiore della navata. Il progetto di Zambler non sembrò però soddisfare la Reale Accademia delle Belle Arti, che lamentò l'insufficiente documentazione grafica del progetto. Dopo tante controversie per l'approvazione, solo nell'inverno del 1886 il progetto venne approvato.
Dal 1887 i lavori ripresero speditamente, sotto l'occhio vigile dal capomastro Gerardo Marchioro; il duomo cominciò a prendere una forma definitiva, e presto venne ultimata la copertura.
Con solenne benedizione la chiesa fu inaugurata il giorno 21 agosto 1892; a ricordo dell'avvenimento venne affissa su una parete della sacrestia una lapide.

### Campanile
Il campanile, che si innalza alla sinistra della chiesa, è di più recente costruzione rispetto al duomo. Con la costruzione della chiesa era stato eretto un piccolo campanile che non superava i 10 metri di altezza. Esso prestò servizio fino al 1955, anno in cui fu demolito per lasciare posto al nuovo campanile. Nella primavera del 1948, per volere dell'allora arciprete don Francesco Ferrari, ebbero inizio i lavori per la costruzione del nuovo campanile. Il lavoro fu affidato a due imprese edili di Montecchio Maggiore, su progetto dei due ingegneri Ascanio Pagello ed Enrico Fontana. I lavori ebbero termine nel 1955, realizzandosi in tal modo lo svettante campanile esistente, che si erge fino a una altezza totale di 72 metri. Nello stesso anno vennero installate 9 campane fuse dalla fonderia De Poli e nell'anno seguente venne issata la decima campana fusa dalla medesima fonderia. Si tratta quindi di un concerto di 10 campane in tonalità di Do con la campana maggiore che pesa 1865 kg. Sono inceppate alla veronese con la possibilità del suono sia manuale sia automatico.

## Descrizione
Il tempio è stato interamente costruito con pietre estratte dalle cave dei colli sovrastanti la cittadina di Montecchio, fatto che lega l'architettura al suo paesaggio in modo inscindibile, come da volere degli ideatori del tempio.
All'interno della chiesa si conservano altari e dipinti provenienti dall'antica pieve demolita, tra i quali una pala d'altare settecentesca del pittore vicentino Giovanni Antonio De Pieri, un trittico quattrocentesco in pietra. Oltre a opere minori dell'Ottocento, sono presenti affreschi del pittore Carlo Costantino Tagliabue realizzati nel 1909, mentre tra le opere contemporanee si annoverano una Via crucis e un grande crocifisso dipinti in stile trecentesco.